# Eudorcas albonotata
Eudorcas albonotata — вид газелей, що зустрічається в заплавах і савані Південного Судану. Вперше її описав британський зоолог Уолтер Ротшильд у 1903 році. Таксономічний статус монгальської газелі широко спірний. У той час як деякі експерти вважають його повноцінним монотиповим видом в роду Eudorcas, його часто вважають підвидом газелі Томсона (Eudorcas thomsonii), тоді як інші експерти вважають його підвидом червонолобої газелі (Eudorcas rufifrons).
Монгальська газель — антилопа середнього розміру. Шерсть коричнева, а лоб, низ живота і сідниці повністю білі. На його бічній стороні яскрава широка смуга, під якою ще одна руда. Роги є в обох статей, але довжина рогів самців вдвічі перевищує довжину рогів самиць.
Ця газель населяє заплавні рівнини та плоскі луки савани в Південному Судані, на схід від Нілу. Його ареал, однак, не доходить до кордонів Кенії та Уганди. Міжнародний союз охорони природи та природних ресурсів (IUCN) класифікував монгальських газелей як найменше занепокоєння. Ніяких серйозних загроз для виживання цієї газелі в даний час немає.